# Giovanni Ducas (Cesare)
Giovanni Ducas (in greco Ιωάννης Δούκας?, Iōannēs Doukas; ... – 1088) era figlio di Andronico Ducas e fratello più giovane dell'Imperatore bizantino Costantino X Ducas.
Giovanni Ducas fu il nonno paterno di Irene Ducaina, moglie dell'Imperatore bizantino Alessio I Comneno.

## Biografia
A Giovanni Ducas fu assegnata dal fratello, l'Imperatore bizantino Costantino X Ducas, la dignità di corte di Cesare. Quando Costantino morì, Giovanni era uno dei membri più influenti del aristocrazia della corte bizantina, fino al periodo in cui vi fu l'Imperatore Alessio I Comneno. Egli divenne un uomo molto ricco e questo gli permise di avere delle proprietà in Tracia e in Bitinia e fu uno stretto amico dello storico Michele Psello. Anche se è documentato solitamente dalle fonti come un membro della corte imperiale bizantina, egli aveva cominciato la sua carriera come generale.
Dopo essere stato consulente e sostenitore del fratello Costantino X, dopo la sua morte, avvenuta nel 1067, divenne il protettore dei beni dei Ducas e controllava che tutto andasse bene sotto il governo del nipote Michele VII Ducas. Egli si oppose prudentemente all'unione della madre Eudocia Macrembolitissa con l'Imperatore bizantino Romano IV Diogene. Giovanni Ducas si ritirò per lungo tempo in Bitinia durante il regno di Romano IV. Intanto i turchi minacciavano la zona e fu in Bitinia che Giovanni apprese che all'esercito bizantino si era unito anche il figlio Andronico Ducas con un esercito di quasi 20000 soldati. Al momento della battaglia, Andronico disertò e l'Imperatore concluse così in modo disastroso la campagna con la sconfitta netta nella battaglia di Manzikert nel 1071.
La prigionia di Romano IV Diogene diede a Giovanni l'occasione di ritornare alla corte bizantina su richiesta di Eudocia Macrembolitissa. Unendo le proprie forze con quelle di Michele Psello, Giovanni costrinse l'imperatrice dapprima a dividere il potere con il di lei figlio e, nell'ottobre del 1071, a farsi monaca e quindi ritirarsi dagli affari di corte. Egli divenne subito il capo del governo de facto in nome di Michele VII Ducas, ordinando all'impero di non riconoscere Romano come imperatore, dichiarando che questi lo era divenuto in nome di Michele, che non era allora in grado di amministrare lo stato. Il Cesare inviò il figlio Andronico e Costantino a imprigionare  Romano IV, che era stato liberato dalla prigionia dal vincitore Alp Arslan, per garantire il solo potere del nipote Michele. Giovanni Ducas consentì inizialmente a Romano di dimettersi e ritirarsi in un monastero, ma il suo odio verso Romano era così forte che egli ritirò presto tale autorizzazione ed ordinò l'accecamento di Romano e, allorché questi si ammalò gravemente per l'infezione procuratagli dalle ferite, gli inviò un messaggio di scherno con il quale si congratulava con lui per la perdita della vista. 
Con la scomparsa di Romano, Giovanni e Michele Psello rimasero soli al comando nella corte imperiale.